# パウエル・リバー (ブリティッシュコロンビア州)
パウエル・リバー（英: Powell River）は、カナダのブリティッシュコロンビア州カセット地域の市の一つ。パウエル・リバーは、カセット地域の行政府所在地である。
人口のほとんどは、バンクーバー島と北米大陸本土の間にあるジョージア海峡の一部であるマラスピナ海峡の東岸近くに住んでいる。パウエル・リバーは、バンクーバーや他の州内の人口が多い沿岸地域に比較的近いにもかかわらず、その地理的環境から離れた地域となっている。パウエル・リバーの旧市街は国定史跡に選定されている。

## 歴史
パウエル・リバーは1872年から1889年の間務めた州初のインディアン問題監督官イスラエル・ウッド・パウエルにちなんで名づけられた。彼はレジデンシャル・スクールやポトラッチの禁止など植民地政策の立案導入者であった。彼は1880年代にブリティッシュコロンビア州の沿岸を移動していたため、パウエル川とパウエル湖は彼の名にちなんで名づけられた。町としてのパウエル・リバーはこのパウエル監督官にちなんで名づけられたものの、彼自身がこの町に足を踏み入れたことはない。パウエルはブリティッシュコロンビア州をカナダに統合することを支持し、1871年6月17日にカナダ国旗を初めてブリティッシュコロンビア州に持ち込んだ。

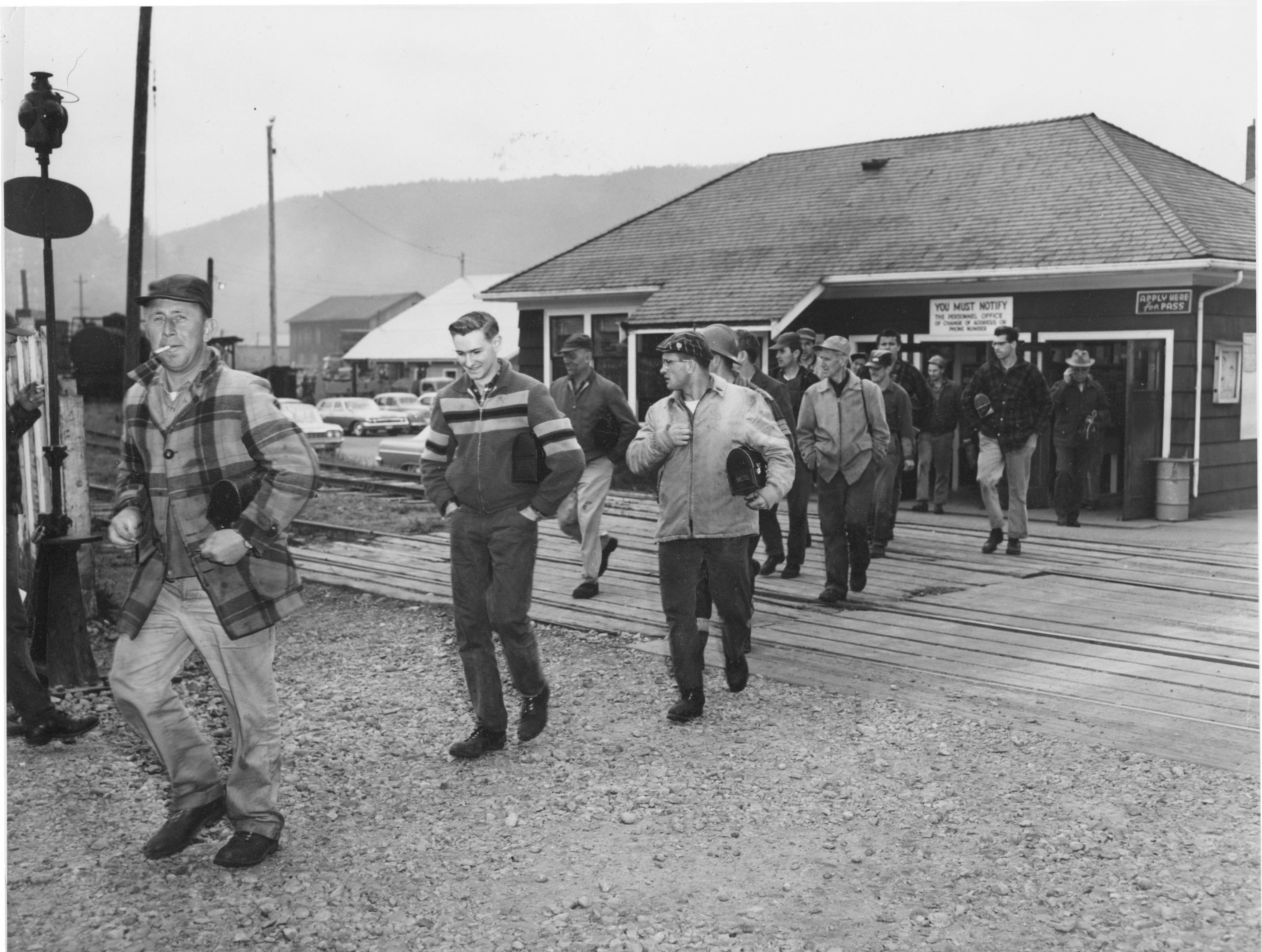
1939年、ブリティッシュコロンビア州初のクレジット・ユニオンを認可する町立のミルで働く労働者

2021年に、トラミン・ネーションはパウエル・リバーという市名の変更の請願を市議会に持ち込んだ。請願の理由は、名のもととなったパウエル監督官はファースト・ネーションが所有する土地の転売とインディアンの子どもたちを家庭から引き離しレジデンシャル・スクールに強制的に送り込むなどインディアン文化の破壊につながる政策を実行したとされることであった。

## 交通
パウエル・リバーは北米大陸本土に所在するにもかかわらず、山と海峡に隔てられ陸の孤島となっており、フェリーと空路でしかアクセス出来ない。

### 空路
- パウエル・リバー空港（Powell River Airport）：IATAコードはYPW、ICAOコードはCYPWである。パシフィック・コースタル航空がバンクーバー国際空港と結んでいる。

### 海運
- BCフェリー（BC Ferries）：ウェストビュー・フェリーターミナルからコモックスやテキサーダ・アイランド行きなど2ルート、ハイウェイ101号線経由で23km南にあるソルタリー・ベイ・フェリーターミナルからはサンシャイン・コーストへのフェリーがある。

### 高速道路
- ハイウェイ101号線（British Columbia highway 101）：ウェストバンクーバーのホースシュー・ベイからのアクセスだが、フェリーを2回乗り継いで来る必要がある。

### 市内交通
- BCトランジットが6ルートの市内バスを運行している[4]。